# Wagamama
Wagamama (estilizado como wagamama) es una cadena de restaurantes originaria de Reino Unido, que sirve comida asiática inspirada en los sabores de Japón.

## Historia
El primer Wagamama abrió en 1992 en Bloomsbury, Londres de la mano de Alan Yau, quien posteriormente abriría los restaurantes chinos Hakkasan y Yauatcha en Londres.
Wagamama abrió sus puertas en un momento en el que pocos creían que merecía la pena invertir en el sector de la restauración, aunque debido a su éxito comercial y de la crítica pronto cambió esa creencia. El primer restaurante en Bloomsbury fue diseñado por Stiff and Trevillion Architects, que posteriormente se encargaron del diseño de diez restaurantes más. Uno de los socios de la firma de arquitectura, Michael Stiff declaró, «Wagamama realmente empujó los límites y rejuveneció lo que se había convertido en una industria muy desgastada. Además de ser completamente diferentes desde el punto de vista del diseño, los precios de las comidas también eran significativamente inferiores a los de otros restaurantes de Londres en ese momento».

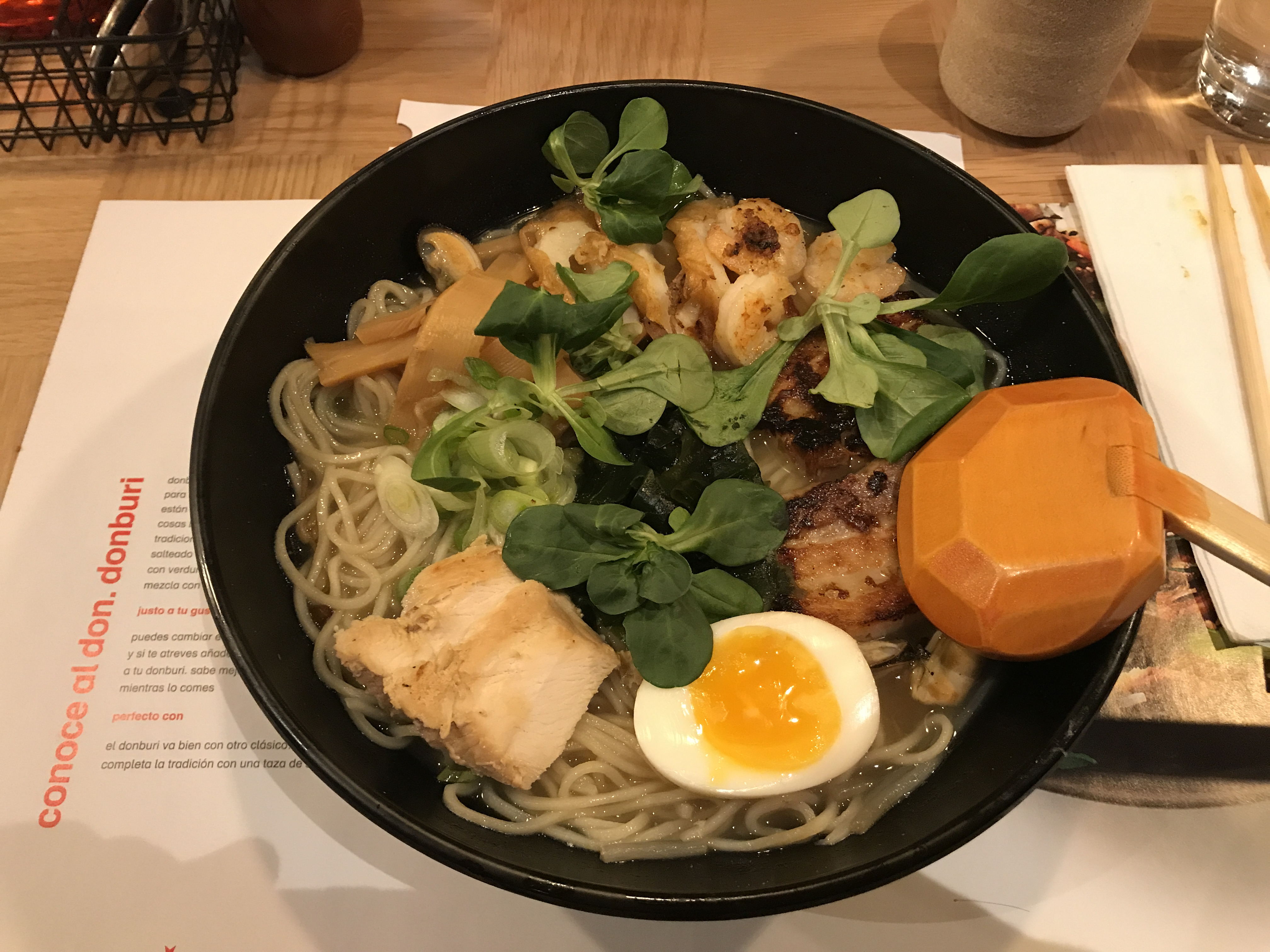
Shirodashi ramen.

En 2005, el entonces propietario Graphite Capital vendió una participación mayoritaria de 77,5% a Lion Capital LLP por $103 millones. En 2011, la cadena fue vendida a Duke Street Capital por una suma estimada de £215M.
En 2013, Wagamama abrió su restaurante número 100 en la reconvertida estación de bomberos de Hammersmith, un edificio de 1913 catalogado de Grado II en 190-192 Shepherds Bush Road, Hammersmith, Londres W6 7NL.
A fecha de abril de 2016, la cadena cuenta con más de 140 restaurantes, de los que 120 están en el Reino Unido. Otros restaurantes están ubicados en Baréin, Bélgica, Bulgaria, Chipre, Dinamarca, España, Gibraltar, Grecia, Irlanda, Kuwait, Malta, Países Bajos, Nueva Zelandia, Catar, Eslovaquia, Suecia, Suiza, Turquía, Emiratos Árabes Unidos y Estados Unidos.
El primer sitio en Streatham Street, Bloomsbury, Londres cerró de forma permanente el 19 de junio de 2016.
En noviembre de 2016, abrió el primer restaurante de Nueva York en el 210 de la Quinta Avenida. El menú de Nueva York incluye platos de brunch por primera vez en Wagamama.
Wagamama abrió en Madrid de la mano de Grupo Vips en régimen de franquicia su primer restaurante en Madrid en abril de 2017. A final es de 2017 prevé contar con un total de cuatro restaurantes (dos de ellos en centros comerciales) en Madrid y a partir de 2018 en Barcelona. Grupo Vips preveía la apertura de 20 restaurantes wagamama en España y Portugal en los próximos cinco años, que generarán en torno a 1000 empleos. En septiembre de 2020 decidió cerrar todos sus restaurantes en España.

## Marca
La palabra wagamama (わがまま) viene del japonés y significa «auto-indulgente», «egocéntrico», «egoísta», «desobediente» o «determinado». Wagamama ha publicado dos libros de cocina con el fin de ampliar aún más su marca. Wagamama cree en una filosofía japonesa llamada kaizen, que, según dicen, «da forma a cada plato que creamos, y nos empuja a encontrar mejores maneras en todo lo que hacemos. Somos espíritus inquietos. Siempre creando y haciendo las cosas mejor».
Wagamama cree en servir alimentos frescos, tan pronto como estén disponibles con menús que se actualizan cada temporada.

## Características

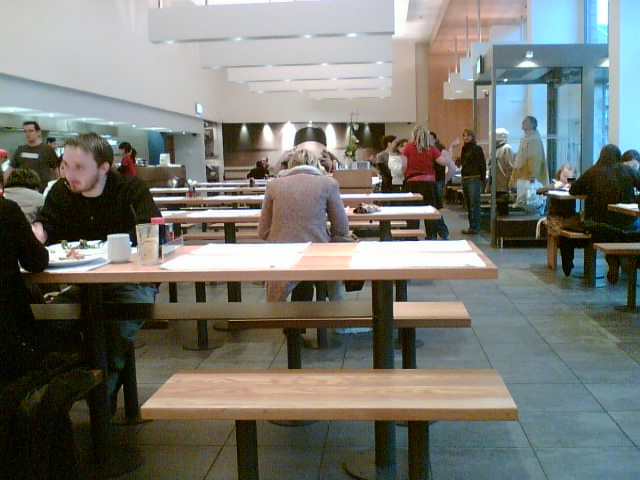
Mesas alargadas del restaurante de Reading, Reino Unido.

Wagamama tiene una serie de características que desde entonces han sido adoptadas por muchos restaurantes. Los pedidos se toman a través de PDAs, y se envían de forma inalámbrica a la cocina. Una vez que se toman las órdenes, los números de los platos se escriben en los manteles de los clientes y la comida se entrega a la mesa según van saliendo de la cocina, lo que significa que los platos no necesariamente se sirven al mismo tiempo. Los clientes se sientan en mesas alargadas en ocasiones con desconocidos a los lados.

## Registro ambiental
En noviembre de 2015 la cadena fue uno de los siete restaurantes encuestados que no llegaron a cumplir con el nivel básico de sostenibilidad en sus pescados y mariscos. Sin embargo, esto más tarde fue retractado, ya que Wagamama reveló más información sobre el origen de sus pescados y mariscos.